# روبيرت بانتشا
روبيرت بانتشا (بالرومانية: Robert Vancea)‏ (28 سبتمبر 1976 في كرايوفا في رومانيا – )؛ هو لاعب كرة قدم سابق كان يلعب كمدافع.

## وصلات خارجية
- روبيرت بانتشا على موقع رابطة كرة القدم اليابانية للمحترفين (اليابانية)
- روبيرت بانتشا على موقع قاعدة بيانات كرة القدم.إي يو (الإنجليزية)
- روبيرت بانتشا على موقع Soccerway.com (الإنجليزية)
- روبيرت بانتشا على موقع عالم كرة القدم.نت (الإنجليزية)